# 小田切延寿
小田切 延寿（おだぎり えんじゅ、1874年〈明治7年〉 - 1943年〈昭和18年〉10月1日）、日本の海軍軍人。最終階級は海軍機関大佐。昭和鋼管役員。

## 経歴
- 1874年（明治7年） - 旧米沢藩士・小田切盛徳の三男として生まれる。
- 1894年（明治27年）10月 - 海軍機関学校第1期[1]卒業[2][3]。席次は首席[4]。
- 1895年（明治28年）
  - 11月18日 - 吉野乗組を免し高雄乗組を命ず[5]。
  - 12月27日 - 任 海軍少機関士[6]
- 1897年（明治30年）7月 - イギリス留学[7]
- 1898年（明治31年）4月1日 - 学資年額三千三百円給[8]
- 1900年（明治33年）5月 - 「出雲」分隊長として回航[1]、帰国[9]。
  - 8月1日 - 補 「出雲 (装甲巡洋艦)」分隊長[10]
- 1901年（明治34年）
  - 2月7日 - 兼補 海軍技術会議議員[11]
  - 4月17日 - 兼補 海軍大学校教官[12]
- 1902年（明治35年）10月6日 – 免本職並兼職、補 橋立分隊長[13]
- 1907年（明治40年）7月8日 - 休職[14]
- 1917年（大正6年）2月 - 予備役[1]

海軍在職中海軍大学校教官兼海軍教育本部部員、佐世保海軍工廠および呉海軍工廠で造機部長を務める。米沢海軍武官会会員。
- 昭和鋼管役員

## 栄典
位階
- 1896年（明治29年）2月10日 - 正八位[16]
- 1898年（明治31年）
  - 3月8日 - 従七位[17]
  - 10月31日 - 正七位[18]
- 1903年（明治36年）12月19日 - 従六位[19]
- 1906年（明治39年）11月30日 - 正六位[20]
- 1912年（大正元年）9月30日 - 従五位[21]
- 1917年（大正6年）2月20日 - 正五位[22]

勲章等
- 1895年（明治28年）11月18日 - 勲六等瑞宝章[23]・明治二十七八年従軍記章[24]
- 1901年（明治34年）11月30日 - 勲五等瑞宝章[25]
- 1906年（明治39年）4月1日 - 勲四等旭日小綬章・明治三十七八年従軍記章[26]
- 1915年（大正4年）2月26日 - 勲三等瑞宝章[27]

## 出版物
- 『円月相』 小田切延寿（編・出版） 1931年
- 『建長曇華心経』 菅原時保 （提講） 小田切延寿（出版） 1935年

## 親族
- 父 小田切盛徳 - 旧米沢藩士、元老院少書記官
- 兄 小田切万寿之助 - 上海総領事、銀行家
- 甥 小田切武林 - 銀行家